# 鹿篭駅
鹿篭駅（かごえき）は、かつて鹿児島県枕崎市にあった鹿児島交通枕崎線（南薩鉄道）の駅（廃駅）である。

## 歴史
- 1931年（昭和6年）3月10日：枕崎線の枕崎延伸と同時に開業。
- 1963年（昭和38年）9月13日：無人駅化。
- 1984年（昭和59年）3月17日：同線廃線と共に廃止。

## 駅構造
地上駅であり、駅員の配置があった。しかし、1963年（昭和38年）9月13日以降は無人駅となった。

## 駅周辺
ここでは跡地にある施設などを紹介する。
- 桜之城跡[1]

薩州島津氏がこの地方を支配した長禄3年（1459年）から天文7年（1538年）の間に築城され、島津秀久・島津尚久・喜入季久が居城とした。
- 喜入氏累代の墓[2]

天正6年（1578年）に鹿籠の領主となった喜入氏五代季久から、明治2年（1869年）版籍を奉還した十九代久博までの墓所。
- 枕崎市立桜山小学校

薩摩藩の元郷学。
- 枕崎市立桜山中学校

## 廃止後の現状
2009年（平成21年）5月現在、駅跡地は更地となっている。

## その他
1949年（昭和24年）に鹿児島県から東京へ初めての黒豚の出荷が行われた時の貨車の車票には鹿籠駅ものが付いていたため、後に「鹿籠豚」と呼ばれた。この時に東京へ送られた黒豚は美味さと品質の良さから瞬く間に称賛を浴び、「鹿籠豚」は日本初の豚肉のブランドとなった。余談となるが、枕崎市はカツオ漁業やカツオを使った料理（例：鰹節、カツオの刺身）も有名である。

## 隣の駅
鹿児島交通（南薩鉄道）
枕崎線
金山駅 - 鹿篭駅 - 枕崎駅